# Doe Maar Dicht Maar
Doe Maar Dicht Maar is een stichting die sinds 1985 elk jaar een dichtwedstrijd organiseert voor jongeren van 12 tot 18 jaar in Nederland en Vlaanderen. Ze zorgt ervoor dat jong dichttalent ontdekt wordt. De belangstelling voor de wedstrijd is groot: bij de negentiende editie (in 2004) kwamen er 6.500 inzendingen binnen. 
De ingezonden gedichten worden beoordeeld door een vakjury en een jongerenjury. Op het poëziefestival in Cultuurcentrum De Oosterpoort in Groningen mogen de 10 beste inzendingen van Doe Maar Dicht Maar voorgedragen worden. Dit festival vindt elk jaar in het voorjaar plaats.
Er worden twee extra prijzen uitgereikt voor de leeftijdsgroepen 12 t/m 14 jaar en 15 t/m 19 jaar.
Daarnaast is er een oeuvre-prijs, ook wel aanmoedigingsprijs genoemd, voor een dichter van wie alle drie de ingestuurde gedichten van hoge kwaliteit waren, en van wie de jury verwacht in de toekomst nog veel te horen. Deze Belcampo prijs wordt sinds 2005 uitgereikt. In 2010 werd de Belcampo prijs voor het eerst aan twee dichters uitgereikt, vanwege het hoge niveau van beide dichters. Dit waren Nic Castle en Maxim Roozen.
De honderd beste gedichten worden gepubliceerd in de gedichtenbundel die Doe Maar Dicht Maar elk jaar uitgeeft. Deze is te koop in boekhandels in Nederland en Vlaanderen, maar is ook via de stichting te bestellen. Een groot deel van de jonge winnaars wordt benaderd door poëzieorganisaties, kranten, televisieprogramma’s of de Kunstbende in Nederland en Vlaanderen.
Doe Maar Dicht Maar is ook betrokken bij de Gouden Flits, de poëzieprijs voor kinderen en jongeren in Nederland en België.

## Winnaars 2011
- Sterre van Aalst (17)
- Mandula van den Berg (14)
- Emmeke Bos (16)
- Enes Ceylan (13) Extra prijs 12 t/m 14 jaar
- Emma van Diepen (16)
- Rinske van den Heuvel (17)
- Elif Hotaman (13)
- Jolijn van Rossem (14)
- Jephta de Visser (17) Extra prijs 15 t/m 19 jaar
- David Westera (14)

### 2010
- Djoeke Ardon (17)
- Emmeke Bos (14) Extra prijs 12 t/m 14 jaar
- Demi Bruggink (12)
- Nic Castle (19) Extra prijs 15 t/m 19 jaar en Belcampo prijs
- Renske Dijk (14)
- Elsje van der Eems (14)
- Josine Kosian (17)
- Maxim Roozen (18) Belcampo prijs
- Tara Sreeram (14)